# Gulf Coast Bandits
I Gulf Coast Bandits sono stati una franchigia di pallacanestro della WBA, con sede a Biloxi, nel Mississippi, attivi nel 2005.
Disputarono la stagione WBA 2005, terminandola con un record di 14-10. Nei play-off persero in semifinale con i Rome Gladiators.

## Stagioni
| Stagione | Lega | Denominazione      | V  | P  | %    | Piazzamento | Play-off   |
| -------- | ---- | ------------------ | -- | -- | ---- | ----------- | ---------- |
| 2005     | WBA  | Gulf Coast Bandits | 14 | 10 | 58,3 | 3º          | Semifinali |